# 아달베르토 페냐란다
아달베르토 페냐란다 마에스트레(Adalberto Peñaranda Maestre , 1997년 3월 31일 ~ )는 베네수엘라의 축구 선수로 현재 포르투갈 프리메이라리가의 보아비스타 FC에서 뛰고 있으며 포지션은 공격수이다.

## 선수 경력

### 클럽
2013년 16세의 나이에 데포르티보 라과이아에서 데뷔하여 2014-15 시즌까지 44경기 4골을 기록하며 2014년 베네수엘라컵 우승에 일조한 뒤 2015년 6월 16일 이탈리아 세리에 A의 우디네세 칼초로 이적했지만 2016년까지 단 1경기도 뛰지 못한 채 스페인 프리메라리가의 그라나다 CF로 임대 이적하여 27경기 5득점을 기록했다.
그리고 잉글랜드 프리미어리그의 왓퍼드 FC로 이적했지만 이곳에서도 단 1경기도 출전하지 못한 채 2021년까지 우디네세를 비롯해 말라가 CF, KAS 오이펜, CSKA 소피아 등에서 임대 선수로 38경기를 뛰면서 CSKA 소피아의 2020-21년 불가리아컵 우승을 맛본 뒤 2021년 7월 12일 스페인 2부 리그의 UD 라스팔마스로 또 다시 임대 이적했다.

### 국가대표팀
베네수엘라 U-17 대표팀의 일원으로 2013년 CONMEBOL U-17 챔피언십 2경기에 출전하여 팀의 준우승에 기여했고 이후 베네수엘라 U-20 대표팀 소속으로 2017년 FIFA U-20 월드컵 본선에 참가하여 7경기 1득점을 기록하며 베네수엘라 축구 역사상 FIFA 주관 대회 사상 첫 결승 진출 및 준우승의 쾌거를 이뤘다.
그리고 이에 앞서 2016년에는 베네수엘라 성인대표팀에 첫 합류한 이후 3월 24일 열린 페루와의 2018년 FIFA 월드컵 남미 지역 예선 5차전에서 국제 A매치 데뷔전을 치렀고 현재까지 A매치 데뷔골은 아직 나오지 않고 있다.

## 수상

### 클럽
데포르티보 라과이아
- 베네수엘라컵 : 우승 (2014)

 CSKA 소피아
- 불가리아컵 : 우승 (2020-21)

### 국가대표팀
베네수엘라 U-17
- CONMEBOL U-17 챔피언십 : 준우승 (2013)

 베네수엘라 U-20
- FIFA U-20 월드컵 : 준우승 (2017)